# Alt St. Johannes Baptist (Mechernich)

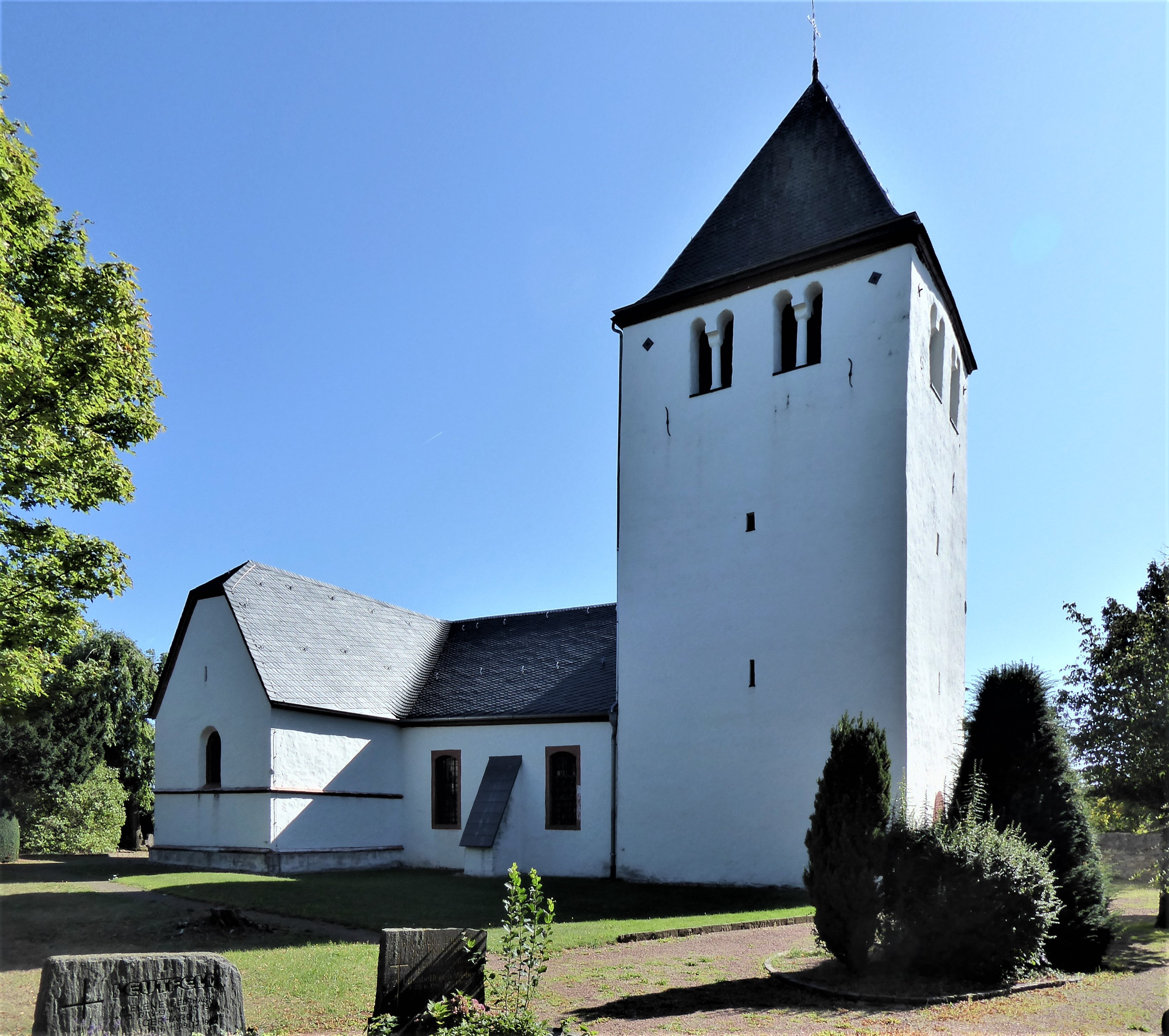
Alt St. Johannes Baptist in Mechernich

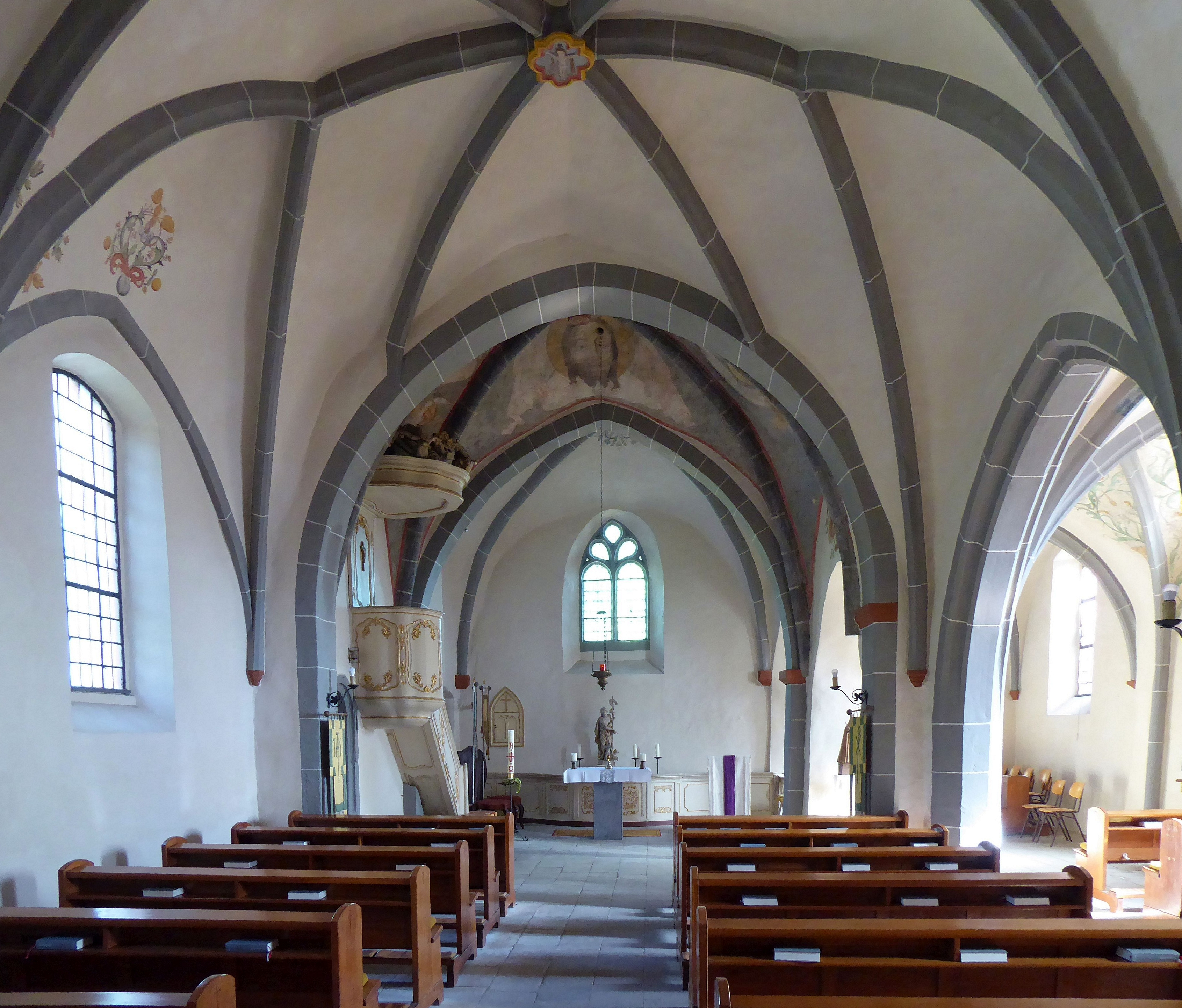
Innenraum

Alt St. Johannes Baptist ist eine römisch-katholische Kirche in Mechernich im Kreis Euskirchen in Nordrhein-Westfalen. Das Gotteshaus war bis 1858 die Pfarrkirche von Mechernich.

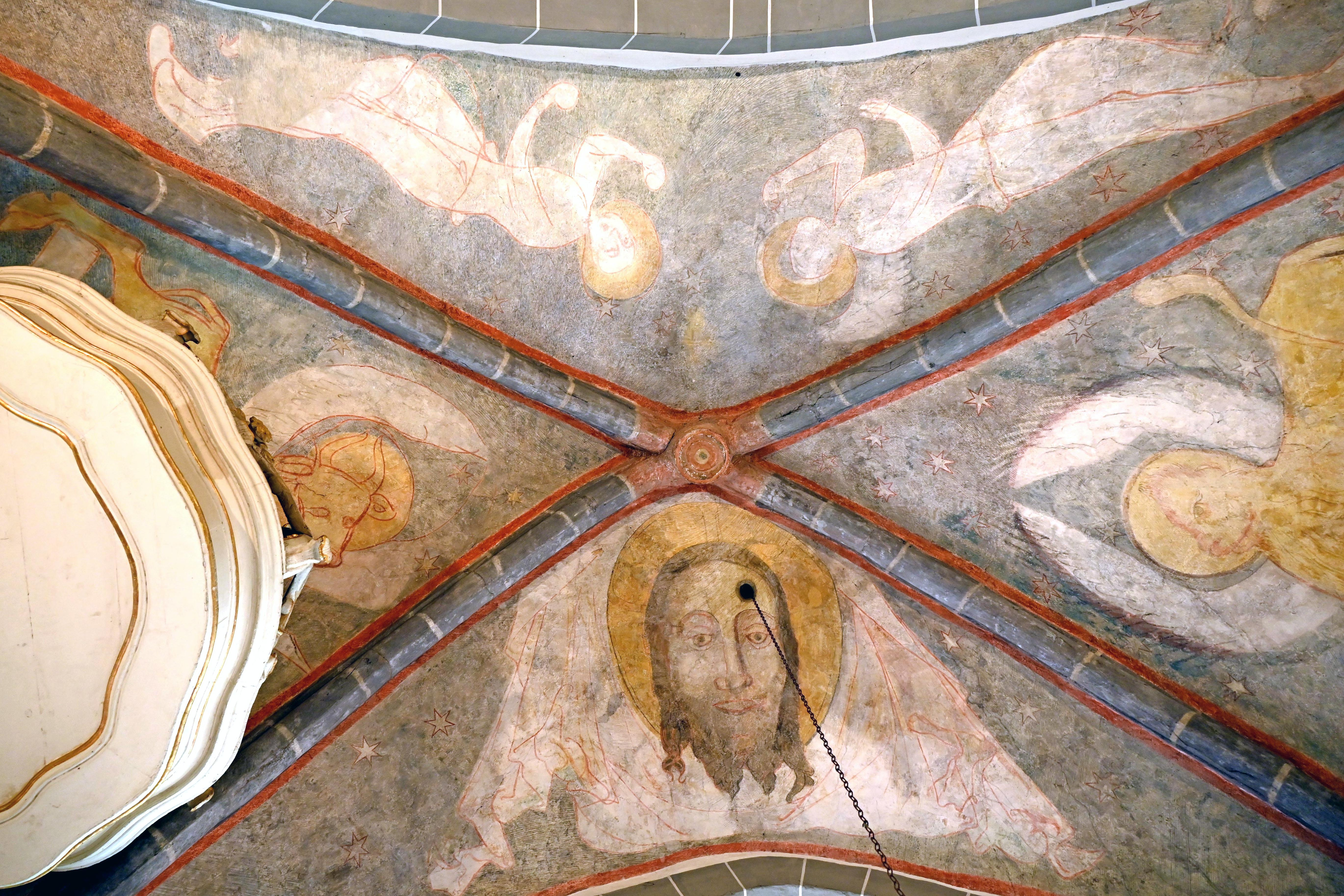
Fresken im Chorgewölbe (13. Jh.)

Die Kirche ist dem hl. Johannes dem Täufer geweiht und in die Liste der Baudenkmäler in Mechernich eingetragen.

## Lage
Die Alte Kirche liegt etwas nördlich des Stadtzentrums an der Lehrer-Philipp-Schumacher-Straße auf dem Friedhof der Stadt.

## Baugeschichte
Die Alte Mechernicher Kirche taucht schriftlich erstmals im Liber valoris von 1308 auf.
Der erste bekannte Kirchenbau wurde aber schon wesentlich früher, nämlich im 11. Jahrhundert errichtet, es ist aber davon auszugehen, dass am Platz der alten Kirche noch früher ein Gotteshaus gestanden hat. Von dieser Kirche hat sich bis heute der romanische Glockenturm erhalten. Daran schloss sich ein einschiffiger, flachgedeckter Saalbau an. Im Verlauf des 13. Jahrhunderts wurde das Kirchenschiff abgerissen, nur der Turm blieb stehen, das Schiff neu erbaut. Von diesem Bau resultieren die beiden Chorjoche. Anfang des 15. Jahrhunderts wurde der Mittelteil des Kirchenschiffes abgerissen und man baute ein neues, zweischiffiges Schiff im gotischen Stil zwischen erhaltenem Turm und Chor auf. In dieser Form hat sich das Gotteshaus bis heute erhalten.
Größere Renovierungsarbeiten fanden 1889 und 1901 statt. Den Zweiten Weltkrieg überstand das Kirchlein völlig unbeschadet, ganz im Gegensatz zur Pfarrkirche mitten im Ort, die vollständig zerstört worden ist. Deshalb wurde die alte Kirche zwischen 1945 und 1953 zwischenzeitlich teilweise wieder als Pfarrkirche genutzt. Als Notkirche nach der Zerstörung der Pfarrkirche am Ende des Zweiten Weltkrieges ist auch das Vereinshaus am Übergang Rathergasse/Bruchgasse in Mechernich genutzt worden, in dem sich später die Schreinerei Schmitz und heute ein Fitnessstudio befand bzw. befindet. 1951 beschädigte ein Erdbeben den Bau, die Schäden konnten bis 1954 behoben werden. Nach dem Wiederaufbau der Pfarrkirche innerorts wurde die alte Kirche zunächst nicht mehr genutzt. Dann von Mitte der 1960er Jahre bis 1973 diente sie kurzzeitig als Leichenhalle, seitdem immer wieder für Beerdigungsgottesdienste und Trauungen.
1979 wurde der Innenraum grundlegend restauriert, wobei wertvolle Fresken im Chor aus dem 13. Jahrhundert freigelegt wurden. Über dem Altarjoch sind neben dem Antlitz des Herrn und zwei Heiligen, die Symbole der Evangelisten Markus (Löwe) und Lukas (Stier) zu sehen. Im Seitenschiff sind Reste einer Antoniusdarstellung zu sehen.

## Baubeschreibung
St. Johannes Baptist ist ein zweischiffiger unregelmäßiger Bruchsteinbau in romanisch-gotischen Formen. Der Chor ist zweijochig und schließt gerade, das Langhaus besteht ebenfalls aus zwei Jochen. Der Turm ist dem Schiff vorgebaut, der Innenraum wird von gotischen Kreuzrippengewölben überwölbt, nur im Hauptschiff befindet sich ein Netzgewölbe und im Turmuntergeschoss ein Sterngewölbe.

## Ausstattung
In der Kirche befinden sich eine barocke Kanzel aus dem Jahr 1771, Reste einer Kommunionbank aus gleicher Zeit sowie ein kleiner barocker Altar, der ursprünglich in der Kapelle des Nickelstifts in Röhe stand. Zudem wird der Innenraum durch Heiligenfiguren aus dem 17. bis 20. Jahrhundert und einem Wandbild mit Darstellung der Taufe Jesu aus dem Jahr 1845 geschmückt.

## Glocken
Im Turm befindet sich ein dreistimmiges Geläut aus zwei historischen Glocken des 15. Jahrhunderts und einer modernen Glocke.
| Nr. | Name      | Durchmesser (mm) | Masse (kg, ca.) | Schlagton (HT-1/16) | Gießer                                                   | Gussjahr |
| 1   | Maria     | 1.265            | 1.160           | e' +2               | Jan van Alfter                                           | 1477     |
| 2   | Sebastian | 1.130            | 922             | fis' +3             | Johannes Mark, Eifeler Glockengießerei Mark, Brockscheid | 1992     |
| 3   | Johannes  | 1.022            | 625             | gis' +−0            | Tilman von Hachenburg                                    | 1446     |